# SN 2001cc
SN 2001cc – supernowa odkryta 25 marca 2001 roku w galaktyce A154413-0153. W momencie odkrycia miała maksymalną jasność 20,00m.